# Sauveur blanc

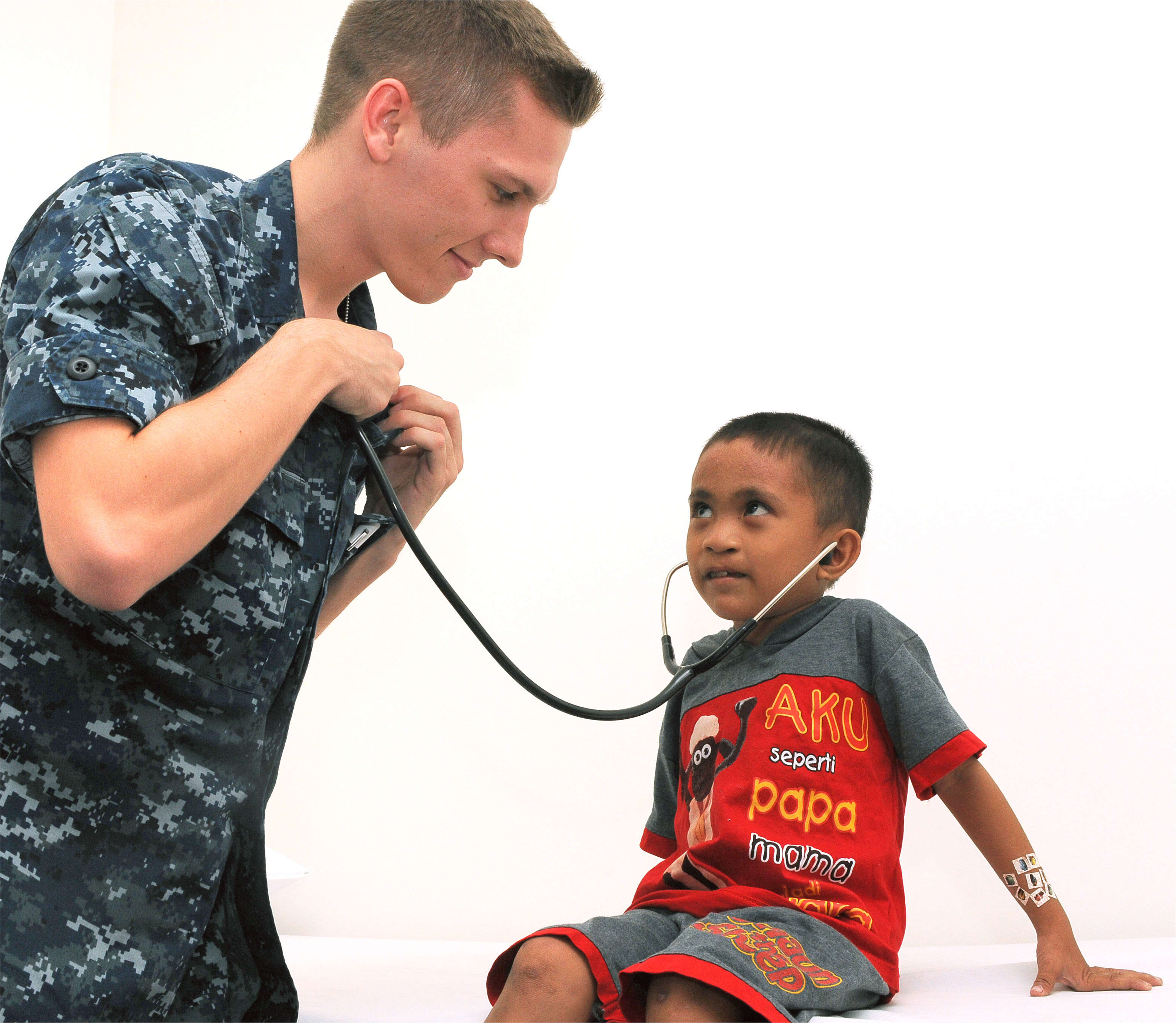

L'expression Sauveur blanc, issue de l'anglais White savior, est une description critique d'une personne blanche que les représentations communes valorisent comme étant libératrice et secourable à l'égard des non-blancs. La représentation du « sauveur blanc » refuse toute autonomie aux personnes de couleur des pays économiquement sous-développés, figurés comme des bénéficiaires passifs de la bienveillance blanche. 
L'expression est inspirée du poème Le Fardeau de l'homme blanc de Rudyard Kipling.

## Formes
La critique porte sur les actions mises en œuvre et mises en scène par une personne blanche en faveur de personnes défavorisées lorsque ces actions ne visent qu'à présenter positivement cette personne blanche. 
La représentation du sauveur blanc peut prendre différentes formes, du volontourisme à l'exploitation de photos mises en scène pour viser une exploitation sur les réseaux sociaux.
Selon Forbes la pratique est aussi identifiée dans le monde du travail sous la forme du « pet to threat ». Elle se manifeste quand des personnes issues de minorités sont mises en avant, protégées, et/ou favorisées dans par une hiérarchie, jusqu'au moment où elles sont perçues comme une menace pour leur propre pouvoir, et sont ensuite combattues. Forbes met aussi en avant le comportement de certaines entreprises qui après le meurtre de George Floyd en 2020 ne se sont jointes au mouvement Black Lives Matter que pour améliorer leurs propres images
.

## Critique
Un auteur comme Teju Cole décrit ce genre de comportement en expliquant que « « the white savior supports brutal policies in the morning, founds charities in the afternoon, and receives awards in the evening » (un sauveur blanc peut soutenir des politiques injustes le matin, participer au financement d'œuvres caritatives l'après-midi, et recevoir des médailles le soir) ». Selon lui ce type de pratique est si répandue qu'elle peut être décrite comme un « complexe industriel du sauveur blanc ».